# Elmo Kino

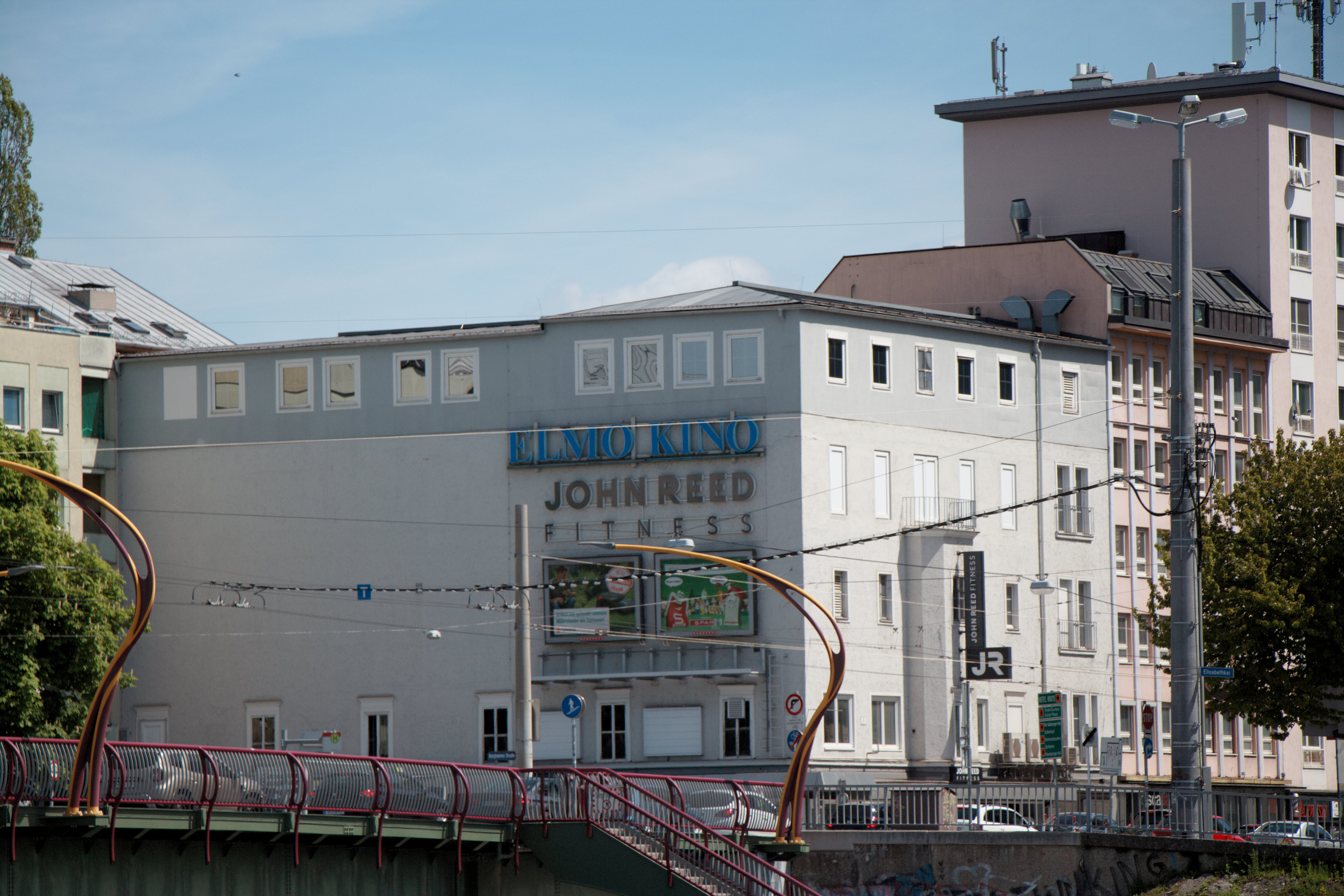
Das ehemalige Elmo Kino (2021)

Das Elmo Kino war ein von 1950 bis 2012 betriebenes Kino in der Stadt Salzburg im Stadtteil Elisabeth-Vorstadt. Es war bei seiner Gründung das erste Großkino der Stadt.

## Geschichte
Der Vorläufer des Elmo Kinos entstand 1947 im Turnsaal der Volksschule Plain in der unweit vom späteren Standort gelegenen Plainstraße. Das danach neu eingerichtete Kino nächst der Lehener Brücke wurde im Jahr 1950 von Alfred Morawetz gegründet. Der Name Elmo setzt sich zusammen aus den Anfangsbuchstaben des Vor- und Nachnamens der Ehefrau des Gründers Elisabeth Morawetz. Der Saal fasste gut 1000 Besucher und hatte zwei Seitenlogen. Das Kino wurde am 25. Februar 1950 mit einer Vorstellung des Films Begegnung mit Werther eröffnet.
1972 entstand ein zweiter Kinosaal und 1976 wurde das Elmo Kino auf vier Säle erweitert; damit avancierte es zum ersten Multiplex-Kino in der Stadt. 1977 wurde es zum Ersten österreichischem Kino-Center. In diesem Jahr wurde der Betrieb auch von Morawetz' Sohn Ferdinand übernommen, zusammen mit seiner damaligen Ehefrau Veronika Morawetz. Bis 1990 führten sie das Kino gemeinsam, danach managte er bis zuletzt das Kino allein. In den 1980er Jahren kam es zur letzten baulichen Veränderung mit dem Einbau eines fünften Saales.
Aus wirtschaftlichen Gründen (Konkurrenz von anderen Großkinos, als ungünstig eingeschätzte Lage) wurde der Betrieb nach vergeblicher Suche nach Alternativen im September 2012 eingestellt. Seit Juli 2016 werden die Räumlichkeiten von einem Fitness-Club genutzt, wobei in der räumlichen Ausstattung Reminiszenzen an das frühere Kino erhalten blieben.

## Nachweise
1. 1 2  Salzburger Traditionskino Elmo sperrt zu, in: standard.at, Ausgabe vom 24. September 2012.
2. ↑  Nikolaus Klinger: Hanteln heben im Kinosaal: Fitnessstudio eröffnet im Elmo Kino, in: Salzburger Nachrichten, Online-Ausgabe vom 20. Juli 2016.

Koordinaten: 47° 48′ 39,9″ N, 13° 2′ 17,2″ O